# أخلاقيات الإنترنت
شكلت شبكة (الإنترنت) بؤر مشاكل لمجتمع المعلومات بالدول المتقدمة والعالم العربي على حد سواء، مما تطلب ضبط أخلاق لهذه الشبكة تحدد التعامل مع تقنياتها، ومحتوياتها. يعتبر الإنترنت هو نجم التفاعل العالمي وهو النموذج المؤثر للعولمة التي تحدث من خلال الإنترنت. وكلمة إنترنت لم تكن معروفة قبل نشوء مسماها بل نشأت نتيجة لإدخال كلمة « Inter » التي تشير إلى العلاقة البينية بين شيئين، أو أكثر على كلمة Net التي تعني الشبكة لتعكس أن الإنترنت هي شبكة واسعة تربط بين العديد من الشبكات المحدودة وبدأت الإنترنت مند أكثر من ثلاثين عاما، لأغراض عسكرية، سياسية، ثم تعليمه، من خلال شبكة NSFNET التي أنشأتها وكالة «ناسا» عبر المؤسسات التعليمية الأمريكية والمجهزة بـ 5 حواسيب لتمتد عبر أنحاء العالم. وتنتشر الحواسيب الرئيسية المزودة والمكونة للشبكة في الدول المتقدمة خاصة الولايات المتحدة الأمريكية، اليابان، كندا، ألمانيا، وإيطاليا، بريطانيا، أيرلندا، وأسبانيا، وأستراليا، فرنسا، السويد، فنلندا، وسوازيلند، بولندا، الدنمارك، البرتغال، فنزويلا، كوريا، تشيلي، تشيكوسلوفاكيا، تركيا، المكسيك، الأكوادور، كولومبيا.

## أنواع التعديات في الفضاء الرقمي
- جرائم الملكية الفكرية: وتشمل نسخ البرامج بطريقة غير قانونية.
- الاحتيال: احتيال التسويق، سرقة الهوية، الاحتيال في الاتصالات وعلى البنوك.
- سرقة الأرصدة: سرقة مليارات من الدولارات من خلال التحويل الإلكتروني أو من البنوك أو الاسهم.
- سرقة البرامج: سرقة البرمجيات التطبيقية، سواء كانت تجارية أو علمية أو عسكرية، حيث تمثل هده البرمجيات جهودا تراكمية من البحث.
- التدمير بالحاسب: ويشمل القنابل البريدية، التخريب، إتلاف المعلومات، تعطيل الحاسب، ومسح البيانات وتشويهها.
- إعادة نسخ البرامج: شكل مشاكل كبيرة وخسارة بالغة للشركات الأم. وأرباح طائلة للناسخين.
- التجسس: التجسس بغرض الحصول على المعلومات الهامة وذات الطبيعة السرية.
- التخريب الإلكتروني: تستعمل طرق التخريب من قبل قراصنة الحاسوب، وتتم عن بعد من خلال القنابل الإلكترونية والرسائل المفخخة.[2]

و إلى جانب هده التعديات، تحولت الإنترنت إلى مرتع لوسائل التهديد بالعمليات النفسية المعلوماتية، كالكذب، تشويه المعلومات، وتحريف الحقائق، والانتقاد العلني، والقذف. والتحرش من خلال رسائل الكره، ورسائل المضايقات الجنسية، والسخام (spam) الذي يعتبر احتيالا ماليا، والبعض الآخر لزيارة المواقع الاباحية وحوالي 5 % منه فقط هي دعايات لأعمال قانونية.

## ضبط أخلاقيات الإنترنت
للمتاعب الأخلاقية السابق ذكرها، التي جلبها التطور الكبير في مجال انسياب المعلومات بشبكة الإنترنت، فقد سعت العديد من الهيئات والمنظمات المختصة في المجال إلى فرض التشريعات، والقوانين لتنظيم الكم الهائل والمتدفق من المعلومات على شبكة الإنترنت. فظهرت لهذا الغرض العديد من المصطلحات التي لا يزال الاختلاف في ضبط معناها قائم إلى الآن. ورغم اختلف التقنيات والممارسات على الشبكات والإنترنت، فإن أشكال ضبط أخلاقيات الإنترنت يبقى هدفها جعل الضمير الحي للمستعمل في عقد اجتماعات.

## حماية الشبكة من التلوث
أمام التعديات السابقة، والتي شكلت قضايا أخلاقية في أبعادها، يصبح أمر حماية الشبكة من التلوث ضروريا لبقائها آمنة، ومتماسكة وهي المسؤولية الأخلاقية الجماعية للحفاظ على الشابكة نظيفة. ومفيدة للجميع من أجل تحقيق الاستفادة المثلى منها. وهذه المسؤولية لا تنحصر فقط في الحماية، بل تتعدى إلى نشر الوعي بالسلوك الشخصي والجماعي على الشبكة (الإنترنت). وقد ضمت الدراسة جملة من الافتراضات لحماية الشبكات من التلوث، حسب ما يوضحها الجدول التالي:
| الترميز | الافتراضات                       | التكرار | النسبة (%) |
| ------- | -------------------------------- | ------- | ---------- |
| أ       | وضع تقنيات أمن المعلومات         | 91      | 35.40%     |
| ب       | تبني أخلاقيات الإنترنت           | 147     | 57.25%     |
| ج       | سن قوانين تشريعية خاصة بالإنترنت | 108     | 42.02%     |
| د       | الرقابة المستمرة على المواقع     | 182     | 70.81%     |

و التلوث الثقافي، «يعني إضعاف الأعراف، أو تصارعها، أو غيابها، من خلال تقديم معلومات غير صحيحة ومشككة». ويشمل جملة من التهديدات للمعتقدات، من خلال التعصب الديني، والعرقي، إلى جانب التهديد الأخلاقي والمتمثل في انهيار النظم الأخلاقية، التي تشكل دعامة النظم الاجتماعية خاصة وأن الشبكة (الإنترنت) تعج بالمواقع اللاأخلاقية والإباحية فضلا عن التهديد الأمني حيث تنتشر بالشبكة معلومات خطيرة كافية بتهديد الأمن الوطني حسب أفراد عينة الدراسة، فلحماية الشبكة (الإنترنت) من هذا التلوث الثقافي ثم اختيار افتراض من خلال الرقابة المستمرة للمواقع بتكرار 182 وبنسبة 70,81%، وفرض الرقابة على المواقع مسألة حساسة أثارت الكثير من النقاش والخلاف بين المؤيدين والمعارضين، حيث يرى البعض أنها تعرقل حرية انسياب المعلومات بالإنترنت، فيما تشجع جماعات ما يسمى«بحماية المجتمع أخلاقيا» مبدأ الرقابة لمنع النفاذ للمواقع الإباحية، وخاصة وأنها من أكثر المواقع ارتيادا من طرف الشباب والمراهقين،
و بالرغم من أن الرقابة قد تتحقق على الشبكة في أماكن محدودة كالإنترنت بالمنازل، إلا أنه لا يمكن تحقيقها في محلات الإنترنت وفي الجامعات. وتبقى هنا الرقابة الذاتية، وتنمية القيم الأخلاقية بالفرد منذ صغره، رادعا شخصيا لمثل هذه المواقع. وخاصة أمام فشل تقنيات أمن المعلومات من حواجز أمنية، وتقنيات التشفير، ومرشحات الشبكة، ومرشحات البريد الإلكتروني، في منع نفاذ مواقع الرذيلة على الشبكة، ورسائل التهديد والقذف العلني، والتحرش والتعصب، وربما إدراك أفراد العينة لهذا الفشل، هو ما جعل نسبة اختيار هذا الافتراض متدنية حيث بلغت نسبة 35,40%، مع تحولهم إلى تأييد وضع أخلاقيات للإنترنت على غرار دول العالم جمعاء بنسبة 57,2%.
فالقواعد الأخلاقية للإنترنت تحدد التعامل مع الشبكة لمحاربة الجريمة الفضائية بأنواعها، وتلزم مستخدمي الشبكة (الإنترنت) على احترام اللوائح التنظيمية المساعدة (co-régulation)، اللوائح التنظيمية الذاتية (Auto-régulation)، مع تنمية قيمهم الأخلاقية، وإحساسهم الذاتي بضرورة استغلال الشبكة بما ينفعهم، وينفع الآخرين. كما اختار أفراد العينة وضع القوانين التشريعية الخاصة بالإنترنت بنسبة 42,02%، إيمانا منهم بتكامل المسؤولية القانونية والمسؤولية الأخلاقي.
chuj
نظرا لأهمية ضبط أخلاقيات الإنترنت بمجتمع المعلومات تتلاءم والواقع العربي، والقيم الأخلاقية بالمجتمع العربي، تم طرح هذه الافتراضات على أفراد العينة، فكانت النتائج كمايلي:
| الترميز | الافتراضات                                        | التكرار | النسبة (%) |
| ------- | ------------------------------------------------- | ------- | ---------- |
| أ       | سن تشريعات عربية خاصة بمحتويات الإنترنت           | 160     | 62.25%     |
| ب       | وضع مواثيق أخلاقية عربية تحدد التعامل مع الإنترنت | 156     | 60.70%     |
| ج       | سن تشريعات عربية خاصة بالتقنيات المتعلقة بالشبكة  | 108     | 42.02%     |
| د       | وضع مشرفين على المواقع لمراقبتهم                  | 166     | 64.61%     |

جدول رقم 2: ضبط أخلاقيات الإنترنت لمجتمع المعلومات العربي
تحتل مسألة الرقابة على شبكة الإنترنت مرتبة الصدارة بين الافتراضات المقترحة خلال الدراسة، حيث وافقت آراء الأساتذة الجامعيين بالعينة، مطالب الجمعيات المطالبة بأخلاق الإنترنت، والتي يزداد عددها يوما بعد يوم بالدول المتقدمة. نظرا لما تشمله مواقع الإنترنت من مواقع الرذيلة والإباحية. وقد ذكرت إحدى الدراسات بمجلة القانون بجامعة «جورج تاون» أنه تم مسح 917.310 صورة إباحية، وقصة قصيرة ولقطة فيلم جنسية، خلال عملية مسح على محتويات الإنترنت، وتم اكتشاف أن 83,5% من صور المجموعات الإخبارية المخزنة هي صورا خليعة، وغالبية زبائن هذه المواقع من الذكور بنسبة 98,9%. وهي النتائج المطابقة لتحقيق صحفي بالجزائر حيث أظهر التحقيق الصحفي على 20 مقهى إنترنت بولاية قسنطينة أن 70% من المواقع التي يتم زيارتها يوميا هي مواقع إباحية، وأغلب زائريها هم ذكور. ويتم تخزين صور الخلاعة في المواقع المفضلة بتواطؤ مع صاحب المحل نفسه. وهو الوضع الذي يثبت أن تجارة الجنس التخيلي ليست حكرا على الدول المتقدمة فقط. بل ضررها وتأثيرها يمتد إلى شباب ومراهقي الدول العربية دون استثناء، الأمر الذي يتطلب وضع مشرفين على المواقع لمراقبتهم، وقد تم اختيار هذا الافتراض بنسبة 64,61%، إلى جانب وضع تشريعات عربية خاصة بمحتويات الإنترنت، بنسبة 62,25%، وكلا المطلبين متكاملين. فالمشرف على الموقع، هو مدير نشره أو مالكه وهو القائم على توزيع المعلومات، ومراقبة الموقع، وبالمؤسسات التعليمية مدير المؤسسة يعتبر هو المسؤول على المواقع الموجودة بالشبكة، حسب ما أقرته المحكمة الاستعجالية بمرسيليا سنة 1999.و المشرف على الموقع هو الذي تتم متابعته، إلى جانب المؤلف، والموزع، والمنتج في حالة المواد السمعية البصرية، هذا لضمان مراقبة فعالة للمواقع والحد من انتشار الجنس التخيلي بالشبكة العالمية. وإذا كانت الدول المتقدمة بتحرر مجتمعاتها، تبحث عن تشريعات لإنقاذ محتوى المواقع بالإنترنت من التلوث الثقافي بأنواعه، فإن الدول العربية أحوج لهذا الإجراء من غيرها طبقا، لتقاليدها وأعرافها وقيمها الأخلاقية والإنسانية، وأكثر من هذا لتعاليم دينها الحنيف، ولا توجد ديانة سماوية تشجع على الخلاعة والمجون وفساد الأخلاق.
كما أظهرت نتائج الدراسة أن الأساتذة الجامعيين بالعينة يؤيدون وجود
مواثيق أخلاقية عربية تحدد التعامل مع الإنترنت (La nétiquette) بنسبة 60,70%، وهي القواعد الأخلاقية بالشابكة، الموجهة إلى مستخدميها لضبط تعاملهم مع محتوى الإنترنت وتقنيات الشبكة، وغالبا ما تنقسم القواعد الأخلاقية لمستعملي الإنترنت إلى أقسام هي: قواعد خاصة باستعمال البريد الإلكتروني، ومواقع الحوار والدردشة وهو الاتصال شخص –شخص، وقواعد للاتصال شخص –جماعة، وقواعد لضمان صيرورة خدمات المعلومات على الإنترنت. ومهما اختلف مضمون هذه القواعد، فإنها تهدف إلى ضبط عادات استخدام الشبكة (الإنترنت) داخل إطار أخلاقي، يضمن أمن الشبكة، والثقة فيها. أما بالنسبة لوضع تشريعات عربية، خاصة بالتقنيات المتعلقة بالشابكة، فقد تحصلت على نسبة قبول بلغت 42,02%، وهي أدنى نسبة بين النسب الأخرى ويمكن القول في هذه الحالة، أن الدول العربية مستقبلة للتقانة، وليست منتجة لها، ولهذا ليس بمقدورها وضع تشريعات لمولود ليس لها. ولكنها قد تعمل على توطينه وفق الواقع العربي، بإحداث بعض التعديلات الطفيفة عليه.و بالنسبة للدول المتقدمة، فقد خطت خطوات كبيرة في وضع تشريعات لتقنيات الشبكة، على غرار محتوى المواقع.
و خلاصة لما سبق، نستطيع القول أن الدول العربية مجبرة على وضع حد للانزلاقات اللأخلاقية بشبكة الإنترنت، بأي وسيلة كانت، بوضع قواعد أخلاقية، أو بتشريعات وقوانين للشبكة، ومحتواها ومستخدميها، من أجل استكمال بنية مجتمع المعلومات التي تقوم على المجال الاقتصادي، والسياسي والثقافي، والاجتماعي، والأهم الجانب الأخلاقي فيها. وإدارة شبكة الإنترنت قضية متعددة الأطراف، وبمشاركة كاملة من الحكومات، والقطاع الخاص، والمجتمع المدني، المنظمات الدولية، وهي مسؤولية متكاملة الأطراف. وأهم جزء من هذه الإدارة هو ضبط أخلاقيات للإنترنت، وقد تعدد القائمون بهذا الدور، واختلف من دولة لأخرى ومن خلال الدراسة الحالية تم حصر بعض القائمين بضبط أخلاقيات الإنترنت حسب منظور الأساتذة الجامعيين فيما يلي:
6-1 مسؤولية ضبط أخلاقيات الإنترنت :
| الترميز | الهيئات المسئولة                        | التكرار | النسبة (%) | الرتبة |
| ------- | --------------------------------------- | ------- | ---------- | ------ |
| أ       | المختصون في المعلوماتية                 | 128     | 49.80%     | 1      |
| ب       | من خلال فوروم (forum) نقاش داخل المواقع | 60      | 23.34%     | 2      |
| ج       | الجمعيات والهيئات المهتمة بالإنترنت     | 88      | 34.25%     | 3      |
| د       | الأساتذة الجامعيين                      | 51      | 19.84%     | 4      |
| هـ      | السلطة الحاكمة                          | 27      | 10.5%      | 5      |
| و       | الأساتذة الجامعيين                      | 51      | 19.84%     | 6      |

جدول رقم 3: مسؤولية ضبط أخلاقيات عربية للإنترنت.
أيد الأساتذة الجامعيون بالعينة المدروسة أن يكون المختصون في المعلوماتية مسؤولين على ضبط أخلاقيات الإنترنت بنسبة 49,80%، لأنهم الأدرى بمكونات الشبكة، وتقنياتها، وبذلك تكون الأخلاقيات منذ بداية تصميم تقنيات الإنترنت، ومكوناته، ومن هنا يمكن أن تستشف مبدأ، أن الأخلاقيات تبدأ من مصمم التقانة نفسه، وثم اختيار افتراض من خلال منتدى نقاش داخل المواقع نسبة 23,34% ومنتدى النقاش، هو وسيلة شائعة في الدول المتقدمة لاستطلاع الرأي العام في كيفية بناء مجتمع المعلومات وإطاره الأخلاقي، إلى جانب القضايا المهمة الأخرى. حيث يعتبر مبدأ مشاركة أفراد المجتمع في ضبط أخلاقيات مجتمع المعلومات، وأخلاقيات الشبكة (الإنترنت)، من أهم المبادئ التي حُصرت من طرف الدول المشاركة بالقمة العالمية لمجتمع المعلومات، بجنيف(2003) وذلك لنشر الوعي بين إفراد المجتمع باعتبارهم مستعملين لهذه التقانة، ثم تأتي الجمعيات والهيئات المهتمة بالإنترنت في المرتبة الثالثة بنسبة 34,25%، وهي الجماعات النشطة في الدفاع على قضايا الإنترنت، لكنها أحيانا تكون متعارضة فيما بينها، ففي الوقت الذي تدعو فيه بعض الجمعيات إلى حرية التعبير، تقف أخرى معارضة بدعوى أن حرية التعبير تمس أخلاقيات الإنترنت. وتحتل المراتب الثلاثة الأخيرة كل من الأساتذة الجامعيين، والسلطة الحاكمة، وافتراض تبني قواعد أخلاقية أجنبية، وهي العناصر الضعيفة الجانب في ضبط أخلاقيات الإنترنت حسب آراء الفئة المدروسة. وتم رفض تبني قواعد أجنبية بنسبة 64,6%، نظرا لاختلافها مع القيم الأخلاقية بالدول العربية فمثلا المواقع الإباحية، في الوقت الذي تعد من الحريات المطلقة بالسويد، يتم إدانة متصفحيها، بكوريا واليابان، وفيتنام.
إن ضبط أخلاق الإنترنت قضية في غاية الأهمية بالنسبة للدول العربية لما تحمله من ضمان للحفاظ على شبكة آمنة ونظيفة وخالية من كل التعديات التي من شانها أن تمس كرامة الإنسان وخصوصيته وحرية انسياب المعلومات والتعبير على الشبكة العالمية.إلى جانب حمايتها من الجرائم الفضائية بأنواعها خاصة نشر المواقع الإباحية والصور الجنسية، وحسب آراء العينة المدروسة فان لحماية الشبكة من التلوث الثقافي، لا بد من الرقابة المستمرة على المواقع ووضع أخلاقيات الإنترنت، وسن قوانين تشريعية خاصة بمحتوى الشبكة العالمية الامرالذي يتطلب وضع مشرفين على المواقع لمراقبتهم ثم سن تشريعات عربية خاصة بمحتويات الإنترنت، ووضع أخلاقية عربية تحدد التعامل معها.و تتعلق مسؤولية ضبط أخلاقيات الإنترنت بالمختصين في المعلوماتية ثم بأفراد المجتمع من خلال نقاش داخل الموقع، فضلا عن الجمعيات والهيئات المهتمة بالإنترنت.
وعموما مسألة أخلاقيات الشبكة (الإنترنت)تقوم على السلطة الذاتية التي هي ضمير الإنسان وسلطته الأخلاقية الأولى والتي لا تقوم على مبدأ الإكراه، والالتزام بالقوانين.